# Obština Bojčinovci
Obština Bojčinovci (bulharsky Община Бойчиновци) je bulharská jednotka územní samosprávy v Montanské oblasti. Leží na severozápadě Bulharska. Sídlem obštiny je město Bojčinovci, kromě něj zahrnuje obština 12 vesnic. Žije zde přibližně 8 tisíc obyvatel.

## Sídla
- Beli Breg
- Beli Brod
- Bojčinovci[p 1][p 2] (sídlo správy)
- Erden[p 1]
- Gromšin[p 1]
- Kobiljak
- Lechčevo[p 1]
- Madan[p 1]
- Mărčevo[p 1]
- Ochrid[p 1]
- Palilula
- Portitovci[p 1]
- Vladimirovo[p 1]

## Sousední obštiny
| Růžice kompasu | Jakimovo           | Vălčedrăm | Chajredin | Růžice kompasu |
| Růžice kompasu | Sever              |           |           | Růžice kompasu |
| Růžice kompasu | Obština Bojčinovci |           |           | Růžice kompasu |
| Růžice kompasu | Jih                |           |           | Růžice kompasu |
| Růžice kompasu | Montana            |           | Krivodol  | Růžice kompasu |

## Obyvatelstvo
K 15. prosinci 2024 v obštině žilo 8 661 obyvatel a bylo zde trvale hlášeno 8 080 obyvatel. Podle sčítání 7. září 2021 bylo národnostní složení následující:
- Bulhaři: 5 741 (79.4 %)
- Romové: 1 433 (19.8 %)
- Turci: 9 (0.1 %)
- ostatní[p 4]: 50 (0.7 %)

V období 2011 až 2021 v obštině ubylo 1 390 obyvatel.